# 母天体
母天体（ぼてんたい）は、流星群を生む流星物質を放出している天体である。母天体は、周期彗星か、最近まで彗星だった小惑星である。母天体が彗星の場合、母彗星とも言う。
彗星が太陽に接近すると、水などの揮発成分にともない、大量のダストが放出される。ダストが放出されるのは太陽に近づいたときだけだが、ダストは彗星とわずかに相対速度を持ち、軌道全体に広がり、ドーナツ状に分布する。これがダストトレイルである。地球がダストトレイルを通過したとき、流星群が見える。
母天体が長く現在の軌道を回っていると、ダストはダストトレイル全体に広がり、毎年安定した流星群が見られる。逆に、現在の軌道をあまり回っていないと、ダストは彗星の前後にしか存在せず、彗星の通過とほぼ同時に地球がダストトレイルを通過しないと、活発な流星群が見られない。ジャコビニ・ツィナー彗星が母天体のジャコビニ流星群、テンペル・タットル彗星が母天体のしし座流星群がこの例である。
長い時間がたつと、短周期彗星は揮発性物質を使い切り、小惑星になると推測されている。ふたご座流星群の母天体であるファエトンは、（天文学的時間スケールで）つい最近まで彗星だったと思われる。このような天体は、彗星・小惑星遷移天体 (CAT) に分類される。
流星群の名前は通常、放射点の星座（しし座流星群など）や近くの星の名前（みずがめ座η流星群など）である。これは、母天体の発見より先に流星群が観測されたからである。しかし、ジャコビニ流星群は例外的に、母天体ジャコビニ・ツィナー彗星（旧称ジャコビニ彗星）の名で呼ばれる。これは、先に彗星が発見され、その後、木星の重力で軌道を変え、地球の軌道と交差し、流星群が見られるようになったからである。
なお、流星になっていない、宇宙空間で採取したダストについて「母天体」と言うことがある。

## 母天体と流星群
地球と彗星の軌道は最大2ヶ所で交わるので、1つの彗星が2つの流星群の母天体になることがある。ダストトレイルに濃淡があると、もっと増えることもある。
しぶんぎ座流星群の母天体は確定していないが、話題になることが多いので記した。
- ハレー彗星 (1P) → みずがめ座η流星群・オリオン座流星群
- エンケ彗星 (2P) → おうし座流星群
- ポンス・ウィネッケ彗星 (7P) → うしかい座流星群
- タットル彗星 (8P) → こぐま座流星群
- ジャコビニ・ツィナー彗星 (21P) → ジャコビニ流星群
- テンペル・タットル彗星 (55P) → しし座流星群
- シュワスマン・ワハマン第3彗星 (73P) → ヘルクレス座τ流星群・うしかい座α流星群
- マックホルツ第1彗星 (96P) → かみのけ座流星群・おひつじ座流星群・しぶんぎ座流星群 ?
- スイフト・タットル彗星 (109P) → ペルセウス座流星群
- C/1490 Y1 = 2003 EH1 → しぶんぎ座流星群 ?
- ブランペイン彗星 (P/1819 W1) = 2003 WY25 → ほうおう座流星群
- サッチャー彗星 (C/1861G1) → こと座流星群
- ファエトン (A 3200) → ふたご座流星群